# Le avventure erotiX di Cappuccetto Rosso
Le avventure erotiX di Cappuccetto Rosso è un film pornografico del 1993 diretto da Luca Damiano.

## Trama
La favola di Cappuccetto Rosso raccontata in chiave erotica e comica: dal suo affetto per la nonna, all'incontro col crudele dottor Lupo, che le farà vivere un'esperienza memorabile.